# China Continental Team of Gansu Bank
China Continental Team of Gansu Bank is een wielerploeg die een Chinese licentie heeft. De ploeg bestaat sinds 2012. China Continental Team of Gansu Bank komt uit in de Continentale circuits van de UCI. Fachang Li is de manager van de ploeg.

## Samenstellingen

### 2014
| Naam           | Geboortedatum    | Nationaliteit | Ploeg 2013      |
| -------------- | ---------------- | ------------- | --------------- |
| Zhi An Chen    | 14 augustus 1989 | China         |                 |
| Pengbin Ding   | 15 november 1994 | China         |                 |
| Xinping Ding   | 1 februari 1993  | China         |                 |
| Fenghong Guo   | 8 november 1993  | China         |                 |
| Pengda Jiao    | 13 juni 1986     | China         | Champion System |
| Ruidong Qi     | 9 juni 1993      | China         | China 361°      |
| Zhen Wang      | 26 juni 1989     | China         |                 |
| Cheng Xue      | 5 juni 1990      | China         |                 |
| Zeng Tao Yang  | 14 maart 1987    | China         |                 |
| Zhaoshun Zhang | 22 oktober 1994  | China         |                 |

### 2013
| Naam           | Geboortedatum    | Nationaliteit | Ploeg 2012 |
| -------------- | ---------------- | ------------- | ---------- |
| Zhi An Chen    | 14 augustus 1989 | China         |            |
| Ting Deng      | 17 januari 1989  | China         |            |
| Pengbin Ding   | 15 november 1994 | China         | Neo        |
| Xinping Ding   | 1 februari 1993  | China         |            |
| Fenghong Guo   | 8 november 1993  | China         |            |
| Liu Kexue      | 8 januari 1989   | China         |            |
| Zhen Wang      | 26 juni 1989     | China         |            |
| Yong Tai Wang  | 7 september 1987 | China         |            |
| Cheng Xue      | 5 juni 1990      | China         |            |
| Zeng Tao Yang  | 14 maart 1987    | China         |            |
| Zhaoshun Zhang | 22 oktober 1994  | China         | Neo        |